# Platylabus arcticus
Platylabus arcticus là một loài tò vò trong họ Ichneumonidae.